# Parafia Matki Boskiej Częstochowskiej i św. Wojciecha w Grodźcu
Parafia Matki Boskiej Częstochowskiej i św. Wojciecha – rzymskokatolicka parafia położona przy ulicy Częstochowskiej 138 w Grodźcu. Parafia należy do dekanatu Ozimek w diecezji opolskiej.

## Historia parafii
Parafia została utworzona w 1946 roku, poprzez wydzielenie jej z parafii w Krasiejowie. Kościół parafialny został wybudowany w 1891 roku, a po utworzeniu parafii zaadaptowany na potrzeby katolików. Poprzednio kościół należał do wspólnoty Braci czeskich. W 1946 proboszczem parafii był ksiądz Wincenty Urban, późniejszy biskup pomocniczy archidiecezji wrocławskiej.

## Zasięg parafii
Parafie zamieszkuje 1820 mieszkańców, zasięgiem duszpasterskim obejmuje ona miejscowości:
- Grodziec,
- Chobie,
- Mnichus.

### Domy zakonne
Opieką duszpasterską parafia obejmuje również:
- klasztor Zgromadzenia Sióstr Felicjanek w Grodźcu.

### Szkoły i przedszkola
- Publiczna Szkoła Podstawowa w Grodźcu[3].

## Duszpasterze

### Proboszczowie po 1945 roku
- ks. Wincenty Spyra,
- ks. Wincenty Urban[4],
- ks. Paweł Bernaisch,
- ks. Edmund Cisak,
- ks. Zdzisław Banaś[2].